# 제2차 콘스탄티노폴리스 공의회

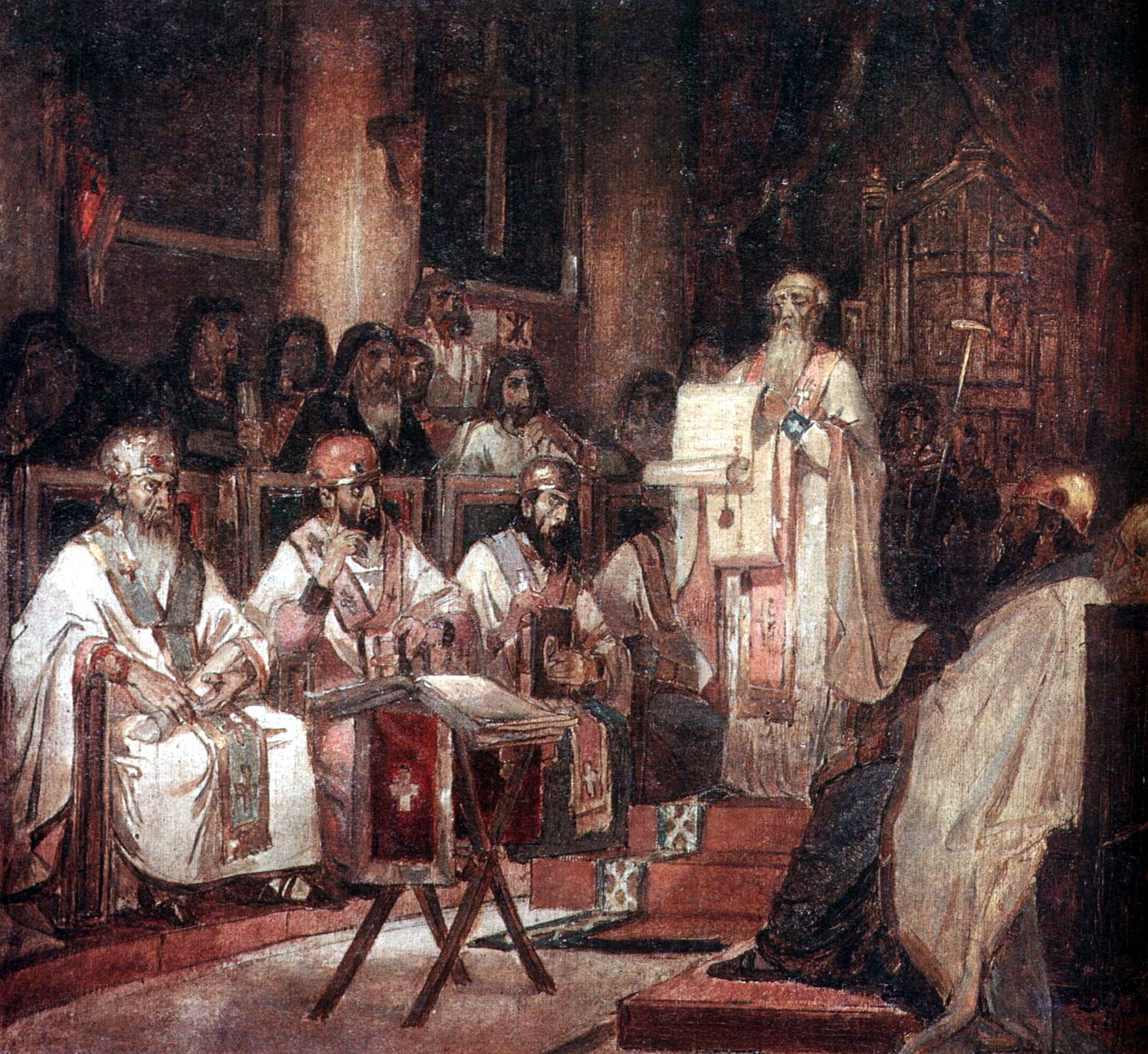

제2차 콘스탄티노폴리스 공의회는 553년 콘스탄티노폴리스(현재 터키의 이스탄불)에서 열린 기독교의 여섯 번째 공의회이다.
기존 공의회 결정들을 재확인하고 새로운 형태의 아리우스주의, 네스토리우스주의, 단성론을 단죄하였다.

## 개설
칼케돈 공의회에서 부정된 단성론(単性論)은 그 뒤에도 로마 제국 전역에 침투해 있었다. 특히 제국의 중요 도시이자 크리스트교 5대 총주교좌의 하나였던 알렉산드리아에서 단성론은 알렉산드리아 학파의 사상으로 뿌리가 깊었다.
지중해 연안의 옛 서방 제국령을 정복하고 통일 로마의 부흥을 도모하고 있었던 유스티니아누스 1세는 이 문제가 제국의 통치에 방해가 될 것으로 판단하고 단성론에 대한 이해를 보임으로써 문제 해결을 도모하였다. 그러나 이는 거꾸로 제국 서부 지역의 교회 지도자들 사이의 불화를 초래했다. 유스티니아누스 1세가 자신의 복심(腹心)이라고 여겨 로마 교황의 지위를 주었다고 여겨지는 비질리오도 황제의 뜻에 반하는 입장을 밝혔기에, 유스티니아누스 1세는 안티오키아 학파와 연결된 세 개의 저작을 비난하고 배척하는 것으로 사태를 호전시키려 했다. 이것이 「삼장문제(三章問題)」이다. 여기서 배척되었던 저작은 다음과 같다.
1. 키루스의 주교 테오도레토스의 저작
2. 알렉산드리아의 키릴로스를 규탄하는 몹수에스티아의 테오도로스의 저작
3. 몹수에스티아의 테오도로스를 지지한 에데사의 이바스가 쓴 페르시아의 마리스에 대한 편지

로마 교황 비질리오도 참가를 요청받았으나 자신의 입장이 난처해지자 칼케돈으로 달아나 버렸다.
공의회는 553년 5월 5일에 콘스탄티노폴리스의 대성당에서 개최되었다. 참가자는 주교 등 150명 정도였다고 여겨진다. 회의는 콘스탄티노폴리스 총대주교 에우티키오스가 주도해 이루어졌다. 6월에 공의회는 종료되었는데 앞서 제시되었던 3장(章)을 유죄로 배척하였다. 교황 비질리오는 당초 이를 인정하는데 난색을 표했지만 최종적으로는 이를 승인하였다. 그러나 서방 지역의 주교들 가운데에는 이에 따르지 않는 자들도 있었다.
결국 이 신학 논쟁은 결착을 내지 못했고 단의설(単意説) 논쟁으로까지 이어졌다.